# Archie Yates

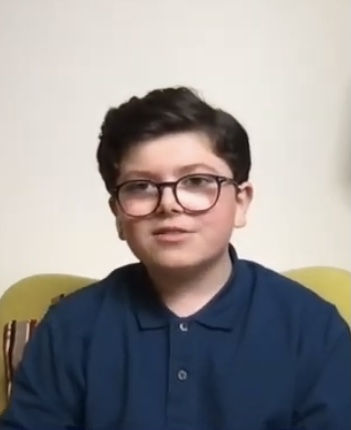
Archie Yates (2021)

Archie James Yates (* 22. Februar 2009 in Edenbridge, Kent, England) ist ein britischer Kinderdarsteller, der 2019 durch die Rolle Yorki im Film Jojo Rabbit internationale Bekanntheit erlangte.

## Leben und Karriere
Archie Yates wurde 2009 in Edenbridge, Kent geboren und besuchte dort zunächst die Edenbridge Primary School. Ab dem Alter von vier Jahren nahm er Schauspielunterricht und sammelte erste Erfahrungen an Schauspielschulen in Oxted und Sevenoaks. Seine erste Filmrolle hatte Yates im Taika-Waititi-Film Jojo Rabbit, für dessen Dreharbeiten er in Begleitung seiner Mutter im Juli 2018 für drei Wochen nach Prag reiste. Ursprünglich hatte er für die Hauptrolle des Johannes „Jojo“ Betzler vorgesprochen, wurde vom Casting Director jedoch in der Nebenrolle Yorki besetzt. Die Kriegssatire erwies sich als Yates’ internationaler Durchbruch und brachte ihm eine Critics’-Choice-Movie-Award-Nominierung in der Kategorie Bester Jugenddarsteller ein.
Im Dezember 2019 wurde mit Yates die Hauptrolle Max Mercer im Kevin-Allein-zu-Haus-Reboot Nicht schon wieder allein zu Haus besetzt, das aufgrund von Produktionsverzögerungen im Zuge der COVID-19-Pandemie erst im November 2021 auf Disney+ erschien. Im selben Jahr sprach er die Hauptfigur Sprout Figwort innerhalb der Apple-TV+-Animationsserie Wolfboy und die Einfach-Alles-Fabrik.

## Filmografie (Auswahl)
- 2019: Jojo Rabbit
- 2021: Nicht schon wieder allein zu Haus (Home Sweet Home Alone)
- 2021–2022: Wolfboy und die Einfach-Alles-Fabrik (Wolfboy and the Everything Factory, Fernsehserie, 20 Folgen, Stimme)
- 2022: Amphibia (Fernsehserie, Folge 3x15, Stimme)
- 2022: Gangsta Granny Strikes Again! (Fernsehfilm)
- 2022: Oni: Die Geschichte der Donnergöttin (Oni: Kamigami Yama no Onari, Fernsehserie, 4 Folgen, Stimme)